# Arbuthnot Latham
O Arbuthnot Latham & Co é um banco privado (um banco comercial) com sede perto de Moorgate, na cidade de Londres.

## Detalhes
O banco faz parte do Arbuthnot Banking Group (anteriormente conhecido como Secure Trust Banking Group), cotado no Mercado de Investimentos Alternativos (AIM); foi anteriormente cotado na Bolsa de Londres. Oferece serviços bancários, de gestão de investimentos e de planejamento de patrimônio a pessoas físicas e clientes comerciais de alto patrimônio líquido. 